# Bazordan
Bazordan är en kommun i departementet Hautes-Pyrénées i regionen Occitanien i sydvästra Frankrike. Kommunen ligger i kantonen Castelnau-Magnoac som tillhör arrondissementet Tarbes. År 2022 hade Bazordan 109 invånare.

## Befolkningsutveckling
Antalet invånare i kommunen Bazordan
| Referens: INSEE |